# Флаг Юкковского сельского поселения
Флаг муниципального образования «Юкко́вское сельское поселение» Всеволожского муниципального района Ленинградской области Российской Федерации — опознавательно-правовой знак, служащий официальным символом муниципального образования.
Флаг утверждён 24 декабря 2007 года и внесён в Государственный геральдический регистр Российской Федерации с присвоением регистрационного номера 3093.

## Описание
«Флаг муниципального образования „Юкковское сельское поселение“ Всеволожского муниципального района Ленинградской области представляет собой прямоугольное полотнище с отношением ширины флага к длине — 2:3, воспроизводящее композицию герба муниципального образования „Юкковское сельское поселение“ Всеволожского муниципального района Ленинградской области в зелёном, белом, жёлтом и сиреневом цветах».
Геральдическое описание герба гласит: «В зелёном поле золотые восстающие повышенные и сообращённые лев и грифон, держащие в лапах такие же лыжи накрест, сопровождаемые внизу пониженным широким серебряным стропилом, обременённым по сторонам двумя положенными сообразно стропилу отвлечёнными снизу, и вверху сходящимися и завершёнными пурпурным бутоном, зелёными ветвями вереска с такими же листьями, пурпурными цветами и такими же бутонами вверху».

## Символика
Слово «Юкки» финского происхождения. Известно несколько версий, объясняющих происхождение этого топонима. По одной из них топоним «Юкки» — фин. kukkula — «бугры, холмы» (на флаге — символ серебряного стропила), «холмы, поросшие вереском» (зелёные ветви вереска с пурпурными цветами). Но даже если не останавливаться на происхождении топонима Юкки — зелёное поле флага (олицетворение местной природы), холм (на флаге — серебряное стропило) и цветущие ветви вереска довольно точно характеризуют местный пейзаж. Юкки — природная жемчужина Карельского перешейка.
В XVIII веке Юкки входили в мызу Осиновая Роща, владельцами которой в разное время были: генерал-фельдцейхмейстер (начальник артиллерии России) граф Г. Г. Орлов (владелец Осиновой Рощи с 1766 года), Григорий Александрович Потёмкин, английский купец Шарп, занимавшемуся «плющением железа» (давлением под прессом), Анна Фёдоровна Монахтина (Манахтина, урождённая Диктоген) — помощница начальника Воспитательного дома Общества благородных девиц, Екатерина Николаевна Лопухина (урождённая Шетнева), Г. В. Лопухин (владелец Осиновой Рощи с 1821 года), Василий Васильевич Левашов (владелец с 1847 года), с 1869 года владельцем мызы стал его сын Владимир Васильевич Левашов, княгиня М. В. Вяземская — последняя владелица дореволюционной Осиновой Рощи.
Лев — символизирует дворянские роды Орловых и Левашовых, а грифон — Лопухиных, представители которых в разное время владели мызой Осиновая Роща.
Грифон в геральдике легендарный хранитель сокровищ, на флаге Юкков — символ исторической мызы Осиновая Роща.
Серебряное стропило — символ многочисленных холмов, на которых расположены Юкки. Одновременно это и напоминание о крепости. В старинных изданиях отмечается как достопримечательность «находящиеся по дороге в Юкки развалины крепости, построенной ещё во время шведских войн для защиты против шведов, вернее лишь место, где была крепость со рвом и валом, густо поросшее теперь лесом».
Лыжи на флаге символизируют Юкки как прекрасное место для активного зимнего отдыха. Сюда приезжают любители лыжного спорта. В расположенном поблизости от Юкков Парголово в 1897 году был основан один из старейших в России лыжных клубов «Полярная звезда». Исторически значительную часть населения Юкков и их окрестностей составляли финны-ингерманландцы, многие из которых уже с детства хорошо стояли на лыжах. В 1929 году Юкковскому сельскому совету был даже присвоен статус национального финского. По официальным данным 1929 года, в Юкковском сельском совете Парголовского района проживало 1234 финна, 155 русских и 15 представителей других национальностей. В советское время в Юкках была создана база Академии художеств, зимой принимавшая лыжников. Юкки стали одним из мест проведения спортивных состязаний, здесь имеется лыжный трамплин.
Зелёный цвет — надежда, свобода, радость, возрождение природы каждую весну, сельскохозяйственные и лесные угодья. Красота местной природы.
Белый цвет (серебро) — чистота помыслов, правдивость, невинность, благородство, откровенность, непорочность, надежда. Покрытые снегом холмы Юкков. Сочетание белого и зелёного цветов на флаге символизируют Юкки как отличное место для отдыха в любое время года (и зимой и летом). Не случайно за этой местностью закрепилось название «Русской Швейцарии».
Жёлтый цвет (золото) — верховенство, величие, слава, интеллект, постоянство, справедливость, добродетель, верность, уважение, великолепие .